# سقيط
السُّقَّيْط هو جنس نبات من الفصيلة الهالوكية، يضم 12 أنواع، تكثر في أفريقيا وآسيا.

## أنواعه
من أنواع السقيط:
- السقيط التبتي (الاسم العلمي: Lindenbergia titensis)
- السقيط الجداري (الاسم العلمي: Lindenbergia muraria)
- السقيط الحبشي (الاسم العلمي: Lindenbergia abyssinica)
- السقيط السقطري (الاسم العلمي: Lindenbergia sokotrana)
- السقيط السينائي (الاسم العلمي: Lindenbergia sinaica)
- السقيط العربي (الاسم العلمي: Lindenbergia arabica)
- السقيط الفلبيني (الاسم العلمي: Lindenbergia philippensis)
- السقيط الهندي (الاسم العلمي: Lindenbergia indica)